# GDF Suez Gasvertrieb
GDF Suez Gasvertrieb GmbH est une société autrichienne fondée en 2008, filiale à 100 % du groupe GDF SUEZ.

## Présentation
Elle pour objet la vente de gaz naturel, en Autriche, aux grands comptes industriels nationaux ou paneuropéens, aux distributeurs ou à certains clients B2B.
GDF Suez Gasvertrieb est également active sur le marché de l'équilibrage de gaz autrichien, offrant l’accès à un groupe d'équilibrage ainsi que différents services associés.